# George Wetherill
George West Wetherill (* 12. August 1925 in Philadelphia; † 19. Juli 2006 in Washington, D.C.) war ein US-amerikanischer Geophysiker und Astronom.

## Leben
Wetherill diente im Zweiten Weltkrieg in der US-Marine. In dieser Zeit lehrte er Radar am Naval Research Laboratory. Seine akademischen Grade bis zum Ph.D. in Physik (1953) erlangte er an der University of Chicago. Danach schloss er sich der Abteilung für Erdmagnetismus (Department of Terrestrial Magnetism, DTM) der Carnegie Institution in Washington an. 1960 wurde er Professor für Geophysik und Geologie an der University of California, Los Angeles. Von 1975 bis 1991 war er Direktor des DTM an der Carnegie Institution. Er starb am 19. Juli 2006 an Herzversagen in seinem Haus in Washington.

## Werk
Wetherill entwickelte Methoden zur Altersbestimmung von Gesteinen aus dem Verhältnis radioaktiver Isotope und ihrer Zerfallsprodukte. Er studierte die Bahnentwicklung von Asteroiden und anderen Kleinkörpern im Sonnensystem und sagte als Erster voraus, dass durch Meteoriteneinschläge auf Mars weggeschleuderte Steine die Erde erreichen können. Solche Meteoriten wurden später tatsächlich in der Antarktis entdeckt. Später untersuchte er die Entstehung und Entwicklung von Planetensystemen, die Entstehung erdähnlicher Planeten und des Erde-Mond-Systems.

## Auszeichnungen
- 1971 Mitglied der American Academy of Arts and Sciences
- 1974 Mitglied der National Academy of Sciences
- 1979 Namensgeber für den Asteroiden (2128) Wetherill
- 1981 F.-C.-Leonard-Medaille der Meteoritical Society
- 1984 G.-K.-Gilbert-Preis der Geological Society of America
- 1986 G.-P.-Kuiper-Preis der Division of Planetary Sciences der American Astronomical Society
- 1991 Harry-H.-Hess-Medaille der American Geophysical Union
- 1997 National Medal of Science
- 1998 Mitglied der American Philosophical Society
- 2000 J. Lawrence Smith Medal
- 2003 Henry Norris Russell Lectureship

## Schriften
- Formation of the terrestrial planets, Annual Review of Astronomy and Astrophysics, Band 18, 1980, S. 77–113
- Planetesimals – Urstoff der Erde ?, Spektrum der Wissenschaft, August 1981